# ولفگانگ برکنر
ولفگانگ برکنر (۲۷ اکتبر ۱۹۱۳–۲۴ مارس ۱۹۴۵) از اعضای اس‌اس آلمان نازی و عامل هولوکاست در طی جنگ جهانی دوم بود. برکنر پس از تهاجم آلمان به لهستان در ۱۹۳۹ به عنوان فرمانده زیخرهایتس‌پولیتزای (Komandeur der Sicherheitspolizei) در ورشو خدمت کرد.
پس از حمله آلمان به اتحاد جماهیر شوروی در ۱۹۴۱، برکنر و آینزاتس‌کماندو وی در منطقه تازه تأسیس بیاویستوک مستقر شدند. با دستور فرمانده پلیس اس‌اس، ابرهارت شونگارت، بر پایه فرمان‌هایی از اداره اصلی امنیت رایش، برکنر در ۳۰ ژوئن ۱۹۴۱ از راه دولت عمومی وارد بیاویستوک شد. برکنر که تجربه عضویت در آینزاتس‌گروپ ۴ را در طی حمله ۱۹۳۹ به لهستان داشت، متخصص در عملیات امنیتی در پشت جبهه‌ها بود.

## کوماندو بیاویستوک
برکنر به عنوان رئیس کوماندو بیاویستوک تحت فرماندهی آرتور نبه، فرمانده گروه «آینزاتس‌گروپ B»، گماشته شد. جوخه مرگ برکنر متشکل از ۲۹ تن از نیروهای اس‌اس و همچنین کارکنان گشتاپو بود. این یکی از چندین واحدی بود که تقریباً در همان هنگام توسط کارل ابرهارت شونگارت مستقر در کراکوف فراخوانده شد. برکنر و تیمش مرتکب کشتار جمعی در بیاویستوک و اطراف آن شدند. در دو ماه نخست عملیات، میان ۳۰ ژوئن و ۲۸ اوت ۱۹۴۱، آن‌ها جان ۱۸۰۰ یهودی را گرفتند. برکنر در ۲۰ آوریل ۱۹۴۳ به درجه اس‌اس-هاوپت‌اشتورمفورر کریمینال-کمیسار (معادل کاپیتان پلیس) ارتقا یافت. وی در ۲۴ مارس ۱۹۴۵ در استان پومرانی کشته شد.
در سال ۱۹۶۰، دادستان‌های آلمان غربی در طی بررسی‌های مربوط به دادگاه هرمان شاپر فرمانده اس‌اس، که کشتارهای دسته جمعی موازی با برکنر را توسط اس‌اس-کماندو چیخانوف-شروترزبورگ در همان منطقه فعالیت وی هدایت کرده بود، به بررسی کارها و عملیات برکنر نیز پرداختند.